# Yury Revich (violoniste)
Yury Revich, né le 28 août 1991 à Moscou, est un violoniste et compositeur classique autrichien d'origine russe. Il a été nommé Jeune artiste de l'année en 2015 par les International Classical Music Awards (ICMA) et a reçu le prix ECHO Klassik 2016 Newcomer of the year (littéralement le « Nouveau venu de l'année »), dans la catégorie violon. Il joue sur un violon Stradivari datant de 1709 prêté par la Goh Family Foundation.

## Vie et carrière
Né à Moscou, Revich a étudié avec Galina Turchaninovoy de 2005 à 2009, avec Victor Pikaisen, et depuis 2009 avec Pavel Vernikov au Konservatorium Wien,. Parmi ses autres distinctions, on compte le prix « Homme de l'année » décerné par LOOK en Autriche et le Bernsteingeiger Award du Beethoven Center Vienna. Son enregistrement de la musique du Chevalier de Saint-Georges a été classé dans le Billboard Top 100 Classical Charts et fait partie de la bande originale de la série La Chronique des Bridgerton sur Netflix.
Il a été boursier de la Fondation Mstislav Rostropovich, et a participé aux Fonds internationaux de bienfaisance de Nahum Guzik et de Vladimir Spivakov. En mai 2009, il a fait ses débuts avec Daniil Trifonov au Carnegie Hall de New York,.
Il s'est produit pour la première fois au Tonhalle de Zurich et à la Scala de Milan (Italie) en 2013, interprétant le Concerto pour violon de Tchaïkovski avec l'Orchestra Sinfonica di Milano Giuseppe Verdi, sous la direction de Zhang Xian. Depuis, il joue en tant que violoniste soliste dans des salles comme la Salle dorée du Musikverein de Vienne, la Philharmonie de Berlin, Salle Pleyel, Bozar à Bruxelles, et.
Il collabore avec Martha Argerich, Ute Lemper, Steven Isserlis, William Orbit, Rupert Everett,, Amos Gitai, Andrea Bocelli, Pixie Lott, Sunnyi Melles et Philipp Hochmair, ainsi que Gabriel Prokofiev.
Il a participé aux festivals internationaux de Verbier Festival, le Festival de Cannes, les Sommets Musicaux de Gstaad, le Festival de musique de Rheingau (de), le Festival Al Bustan à Beyrouth, le Festival Radio France Occitanie Montpellier, le festival della Valle d'Itria à Martina Franca, l’Aurora Music Festival, les Festspiele Mecklenburg-Vorpommern, le Festival Vladimir Spivakov à Colmar (France), le Festival Rostropovitch à Bakou (Azerbaïdjan), le Rome Chamber Music Festival, le Festival de Liana Issakadze à Batoumi (Géorgie), le Festival de musique à Kaunas (Lituanie) et le Festival d'Eilat en Israël. Il dirige son festival international multidisciplinaire Festival Nights (anciennement connu sous le nom de Friday Nights with Yury Revich) et le projet Dreamland,.
Revich a reçu plusieurs prix lors de concours internationaux pour jeunes musiciens, notamment le premier prix du Concours international de violon Virtuoses du 21e siècle à Moscou. Le maître luthier français Alain Carbonare a offert à Revich un violon Carbonare. Il a également remporté le premier prix de la Fondation Guzik.

## Compositeur
En tant que compositeur,, il a fait son début en tant que compositeur en solo à la Salle Pleyel, Paris, en 2024 ; il a donné la Première de « Unity » dans la Grande Salle du Musikverein à Vienne, en 2023, la Première du Premier Concerto pour Violon Awakening à Salzbourg en 2022, la Première de la Première Symphonie Kaleidoscope à Londres en 2023 ; il a joué Art Basel Paris+ en 2023, en tant que compositeur et directeur artistique du projet UNITY, au Festival de Cannes en 2023 et 2024, au Festival Liszt en Autriche en 2023 ;  il était sur la scène principale de l'Expo Universelle de Dubaï, 2021 en tant que compositeur et directeur artistique, ; il a participé à la Journée de la Terre du Programme des Nations Unies pour l’Environnement (composition pour 100 musiciens du monde entier) en 2021 ; il a joué avec l'Orchestre Symphonique de Munich et l'Orchestre Symphonique de Berlin en 2023,

## Travail humanitaire
En juin 2015, il a organisé le premier gala à Vienne intitulé All for Autism pour soutenir le Centre Autrichien pour l'Autisme (Österreichische Autistenhilfe). Il est ambassadeur de UNICEF Autriche.
En 2022 et 2023, Yury a joué au Oslo Freedom Forum.

## Media
Yury Revich est surnommé « le nouveau Paganini » par les médias,.
En 2013, The Strad écrivait :
La journaliste Natalia Kolesova écrivait en 2001 :

## Discographie
Il enregistre pour Sony Classical, ARS, Odradek et onepoint.fm.
- Russian Soul – avec Valentina Babor (piano), 2012, Ars Produktion 1008420
- Andreas Romberg: 3 Violin Sonatas, Op.32 – 2013, Sony Classical Switzerland G010002935153N
- Romberg : Concertos 2013, Sony Classical Switzerland (ASIN B00BQQ85JK)
- Mozart and Sarasate 2014, OnePoint.FM
- 8 Seasons 2015, Ars Produktion 38170
- Steps through the Centuries 2015, Odradek Records 0855317003103
- Joseph Boulogne, Chevalier De Saint-Georges: Symphonies Concertantes, 2021 Naxos
- OLARIO, EP avec des compositions originales

La musique originale de Yury Revich est publiée sous son nom de projet OLARIO. Il a également composé des musiques pour des projets cinématographiques, notamment Incomplète, produit par Oren Moverman.